# Le Zodiaque
Le Zodiaque est une suite de douze études pour piano, composée par Georges Migot en 1931 et 1932, autour des douze signes du zodiaque. 
Créée par la pianiste Anna Urani — dédicataire de la douzième et dernière pièce, Le Capricorne, les autres pièces étant dédiées notamment à Lucette Descaves, Yvonne Lefébure, Magda Tagliaferro, Alfred Cortot, Lazare-Lévy et Isidor Philipp — à Turin, le 5 février 1933, la partition est éditée la même année par les Éditions Alphonse Leduc. Cinq pièces sont orchestrées en 1939.
D'une durée approchant 1 h 30, le cycle du Zodiaque est considéré comme l'œuvre la plus importante de son auteur pour le piano.

## Genèse

### Composition
Georges Migot compose son Zodiaque, « douze études de concert pour le piano », en 1931 et 1932, entre Auxerre et Villemeux-sur-Eure. La partition est achevée au mois d'août 1932. Dans un premier temps, les douze pièces devaient être « groupées par trois, en quatre suites ». L'ensemble du cycle est dédié « à Emma Leduc-Ravina, en hommage à la musicienne ».
Un exercice de lecture à vue est réalisé le 1er juin 1932 à partir du second thème du Lion, pour l'épreuve de flûte ou de hautbois du concours de l'Institut de musique de Reims.

### Création
La pianiste Anna Urani donne la première audition du cycle entier du Zodiaque à Turin, le 5 février 1933, puis le 11 mars 1933 à Reims, le 14 mars 1933 à Caen, le 24 mars 1933 à Paris, le 2 avril 1933 à Auxerre et le 30 novembre 1933 à Luxembourg. La partition est éditée la même année par les Éditions Alphonse Leduc.

### Orchestration
Cinq pièces sont orchestrées en 1939 à Villemeux-sur-Eure : Le Verseau, Le Taureau, Le Sagittaire, Les Gémeaux et Le Lion. L'instrumentation comprend 1 flûte, 1 hautbois, 2 clarinettes, 1 basson, 2 cors en fa, 2 trompettes en ut, 1 trombone, 1 piano avec les timbales et les percussions, et le quintette à cordes classique (premiers violons, seconds violons, altos, violoncelles et contrebasses).

## Présentation
Le Zodiaque représente « un monument de cent vingt-cinq pages, totalisant près de quatre-vingt-dix minutes ».
L'œuvre compte douze mouvements pour les douze signes du zodiaque. Les premières auditions du Zodiaque inspirent au compositeur un Psaume pour mon Zodiaque, en mars 1933 : « Quoique l'œuvre ne soit aucunement programmatique, ces vers peuvent en éclairer l'abord. En cela, ils sont comparables aux titres des Préludes de Debussy, qui apparaissent non pas au début mais à la fin de chacune des pièces et qui suggèrent plus une réflexion sur ce que l'on vient d'entendre qu'ils n'en dirigent l'écoute initiale » :
1. « Le Verseau », à 
 — Rapide, léger ( = 120 à 138 env.), pour Elen Foster.« Voici l'eau,
principe générateur et unificateur à la fois
des lignes,
des volumes,
des rythmes,
des couleurs,
attente et évasion,
éternité éternellement passagère,
cristal en perpétuel devenir. »
2. « Les Poissons », à 
 (subdivisé en trois fois 
) — Très modéré ( = 66 à 72 env.), pour Magda Tagliaferro.« Ils sont deux,
contradictoires dans leur orientation ;
à travers l'un l'eau monte ;
à travers l'autre l'eau descend.
L'eau les traverse.
Ou traversent-ils l'eau ?
Qu'attendent-ils ?
Rien :
depuis toujours
les cercles de leurs yeux fixes et clairs
reflètent éternellement le témoignage originel
du principe générateur vital. »
3. « Le Bélier », à 
 ( = 70 env.) — pour Libussé Novak.« Du désir,
du désir toujours,
avec la tristesse
de ne rien pouvoir atteindre sans le désir.
Avec la consciente force
d'être le tremplin du monde. »
4. « Le Taureau » à 
 ( = 60 à 65 env.) — pour Isidor Philipp.« Principe générateur
qui n'a pas le droit de choisir son amour.
Et voici la tendresse
car il aime
ce qu'il lui a fallu aimer. »
5. « Les Gémeaux », à 
 — Avec tendresse ( = 106 environ) pour Lucette Descaves.« Deux jumeaux
qui se renvoient leur tendresse 
dans l'immatérielle joie
d'être venus au monde
au même instant. »
6. « L'Écrevisse », à 
 — Rude et bien articulé, avec entêtement, inflexible du commencement à la fin ( = 120 à 130 environ) pour Marie Antoinette Pradier.« Toute puissance des rythmes
articulés et contradictoires.
Du recul pour aller de l'avant ;
carapace qui s'arque
pour aller en ligne droite,
où passent ton désespoir,
ta volonté,
ta colère,
ta fatalité ? »
7. « Le Lion », à 
 — Large, mais sans lenteur ( = 48 environ au départ, mais variable par la suite) pour Alfred Cortot.« Force,
mais non férocité.
Toute la tristesse concentrée
de l'isolement
que trace autour de toi
la crainte,
et pourtant tendresse immense. »
8. « La Vierge », à 
 ( = 96 environ) — pour Lazare-Lévy.« Tout est souple,
d'inconnaissance claire,
et pourtant le cœur bat
et trouve des chemins
qu'il n'ose parcourir,
mais l'imagination y bondit,
puis retour plein d'interrogation. »
9. « La Balance », à 
 ( = 75 à 80 environ, m.d. avec souplesse, m.g. régulièrement) — pour Marthe Bouvaist-Ganche.« Dualisme involontaire,
équilibre qui se cherche,
base solide,
mais la pensée chante…
Quel est le poids de l'amour ? »
10. « Le Scorpion », à 
 — Vite ( = 100 à 110 environ) pour Yvonne Lefébure.« Tu crois à la liberté,
mais tu ne peux sortir de ton cercle :
ta fin
tuera ton commencement. »
11. « Le Sagittaire », à 
 — Rapide ( = 120 à 138 environ) pour Eliane Zurfluh-Tenroe.« Vers qui vole la flèche irréelle ?
Après quoi court le centaure ?
Des bonds…
arrêt…
départ…
flèche…
sans but. »
12. « Le Capricorne », à 
 — Décidé ( = 72 environ) pour Anna Urani.« Puissance,
tendresse,
rythme,
douceur
et construction inlassable
d'un labyrinthe où tu te meus ;
mais sortir,
c'est tout briser ! »

## Analyse

### Études commentées
Jean Roy propose une approche de l'écriture du Zodiaque pour le piano, « d'une extraordinaire aération. On n'y trouve ni traits de virtuosité, ni surcharges de tierces et de sixtes, ni « piano-pluie-de-perles », ni « piano-orchestre ». Mais si l'œil n'appréhende que sobriété, l'oreille est comblée. Un tapis somptueux de mouvantes harmonies, un entrelacs de rythmes subtils, des mélodies naissantes et renaissantes, une matière sonore si belle et si amoureusement traitée qu'il s'en dégage une sorte de grâce, pareille au sourire qui parachève une sculpture aux courbes sensuelles ».
Dans Le Zodiaque, dont les pages « décantées et dépouillées » n'en sont pas moins « difficiles », l'harmonie « ne sort jamais de la tonalité, mais use de la plus grande liberté modale ». Dans ce cycle « où  sont utilisées toutes les ressources du clavier, les douze études représentent successivement chacun des signes avec leur signification ésotérique ».
Ces études « ne cherchent pas à mettre en valeur une virtuosité brillante. Toutefois, Migot y introduit des formules pianistiques qui lui sont propres, notamment l'alternance rapide des mains dans des positions très serrées, comme dans le limpide Verseau qui ouvre le cycle. Les Poissons font alterner une idée fluide avec un épisode plus grave, d'une polyphonie dépouillée », en évoluant vers « une barcarolle presque fauréenne ». L'« âpreté et l'insistance » du Bélier font « irrésistiblement penser à l'Albéniz d'Iberia ! » Le Taureau est « une sarabande (en la mineur) grave et même funèbre ». Dans Les Gémeaux, « deux voix accolées se parlent, se soutiennent » dans « une valse lente, un poudroiement de sonorités argentines ». Le Lion « fait figure d'Adagio central et constitue le sommet émotionnel du cycle ». Après cette pièce « majestueuse et puissante », La Vierge « offre une page d'une douceur infinie ». La Balance « crée une atmosphère qui rappelle presque un nocturne de Chopin » et « l'animation du Scorpion » en fait un « véritable scherzo ». Avec Le Capricorne enfin, Migot « clôture son monumental cycle par une œuvre de style fugué aux vastes proportions ».
Cette « fugue monumentale noue et dénoue la gerbe des figures sonores avec une prodigieuse liberté. Ainsi s'achève une œuvre qui, inventant une écriture pianistique originale, s'élève jusqu'aux plus hautes sphères de la pensée ». Migot « affectionne particulièrement l'écriture horizontale et contrapuntique », mais « il la libère de tout asservissement et la laisse s'épanouir dans une musicalité des plus pures. Il ne la plie à aucun système ».
Le Scorpion et Le Sagittaire sont « une étude de vélocité » et « une étude d'agilité, un exercice pour les notes répétées, gigue d'un art achevé, tout en feintes, en délicatesses, un morceau ravissant », selon Guy Sacre, qui considère Le Verseau comme « sans conteste le joyau du cycle, et l'une des plus belles de tout le catalogue pianistique de Migot », à la portée « d'un pianiste moyennement doué : aucun des périls lisztiens ou ravéliens qu'on trouve parsemés d'ordinaire dans ce genre de morceaux ».
Selon Marc Honegger, « l'originalité du style de Migot est évidente pour tout musicien qui feuillette ses partitions. Elle se trouve
transcendée par une pensée constamment orientée vers le dépassement de soi », tendance qui « s'épanouit souverainement dans certaines pièces du Zodiaque ».

### Interprétations
Migot ajoute une postface à sa partition, où il exprime « un hommage à l'instrument merveilleux qu'est le clavier aux cordes re-sonnantes. Si cette œuvre contient et de la musique et du piano, les deux mots études et de concert seront justifiés ». Il propose ensuite des conseils aux pianistes « déjà en complète possession de leur technique », brefs comme des aphorismes : 

« L'Art de l'interprétation dépasse le document. »

« La rythmique dépasse la barre de mesure. »

« L'interprète ne mérite véritablement ce titre que lorsqu'il est capable de comprendre si totalement un texte musical que, l'animant de sa vie personnelle, il en réalise la vie propre. »

« La tradition doit être Art, et non Archéologie. Elle doit être poétique, c'est-à-dire créatrice, et non pédagogique. L'interprète parfait est lui-même la tradition du compositeur et de son œuvre. »

Ainsi, « malgré un luxe inouï d'indications, qui devrait tyranniquement le diriger, une page de Migot demeure à la merci de l'interprète ».
Le compositeur considère que « le piano re-sonne des harmoniques : il fait entendre des notes non frappées, réalisant cette « continuité sonore en mouvement » sur laquelle s'inscrivent les rythmes, les lignes, les contrepoints, les accords. La pensée musicale s'intègre à la matière sonore : les voici inséparables, agissant et réagissant l'une sur l'autre ». Guy Sacre convient que « cette vue un peu abstraite suppose, concrètement, une écoute différente de la matière sonore, une auscultation des résonances, des vibrations, des harmoniques, à laquelle on n'est pas préparé […] Nous sentons confusément qu'on entre dans cette musique comme dans une société secrète, où se prépare un rite mystérieux, et que ce rite est à base de silence. Mais l'écoute du silence, dans un temps aussi bruyant que le nôtre, n'est-elle pas devenue impossible ? »

## Postérité
Georges Migot « occupe seul un chapitre entier de la musique française au XXe siècle. Il s'est gardé de toute concession, a œuvré en solitaire, délibérément demeuré à l'écart des modes, des slogans, des écoles, des joutes intellectuelles — en marge, non point tant de la vie musicale que de ses mondanités ».
En 1977, Antoine Goléa ne mentionne aucune partition pour piano de Migot en évoquant « son œuvre considérable où tous les genres sont représentés ».
En 1987, aucune œuvre de Migot n'est mentionnée dans le Guide de la musique de piano réalisé sous la direction de François-René Tranchefort. Le pianiste Stéphane Lemelin s'en désole :  « Comment est-il possible qu'un compositeur qui, de son vivant, a suscité une telle ferveur soit, trente ans après sa mort, à peu près oublié ? » Selon lui, « les douze études de concert qui constituent Le Zodiaque » sont « l'œuvre maîtresse de la production pianistique de Migot ».
En 1998, Guy Sacre peut affirmer cependant que Le Zodiaque a « ses admirateurs ».

## Discographie
- Georges Migot : Le Zodiaque par Jacqueline Eymar (1959-1960, double album Lumen LD 3443/3445), réédité en 1984 (Cybelia CY 665-666) et en 2005 (2CD Intégral Classic, INT 221.144)Premier enregistrement mondial, Grand prix de l'Académie nationale du disque 1960-1961[32],[33].
- Georges Migot : Le Zodiaque par Stéphane Lemelin (2006, 2CD ATMA Classique, ACD2 2381)Avec le Prélude, salut et danse et Deux pièces pour piano.